# مونتکاستریلی
مونتکاستریلی (به ایتالیایی: Montecastrilli) یک شهرک و کومونه در ایتالیا است که در استان ترانی واقع شده‌است. مونتکاستریلی ۶۲٫۴ کیلومتر مربع مساحت و ۵٬۲۵۱ نفر جمعیت دارد و ۳۹۱ متر بالاتر از سطح دریا واقع شده‌است.

## خواهرخوانده
شهر اتاوا خواهرخواندهٔ مونتکاستریلی هست.